# گرگ و میش (مجموعه تلویزیونی)
گرگ و میش (کره‌ای: 개와 늑대의 시간; لاتین‌نویسی اصلاح‌شده: Gae-wa Neukdae-ui Sigan) یک مجموعهٔ تلویزیونی کره جنوبی سال ۲۰۰۷ در ژانر اکشن-عاشقانه با بازی لی جون گی، نام سانگ-می و جونگ کیونگ هو است. این مجموعه از ۱۸ ژوئیه تا ۶ سپتامبر ۲۰۰۷، روزهای چهارشنبه و پنجشنبه ساعت ۲۱:۵۵ (کی‌اس‌تی) از ام‌بی‌سی برای ۱۶ قسمت پخش شد.

## عنوان
عنوان منحصر به فرد این مجموعه از یک ضرب‌المثل فرانسوی که می‌گوید: «L'heure entre chien et loup» گرفته شده‌است و به لحظات پس از غروب خورشید اشاره دارد که آسمان تاریک می‌شود و دید نامطمئن می‌شود و تشخیص سگ و گرگ، دوست و دشمن را دشوار می‌کند.

## بازیگران
- لی جون گی در نقش لی سو-هیون/کی
- نام سانگ-می در نقش سو جی-وو/آری
- جونگ کیونگ هو در نقش کانگ مین-کی

## پخش بین‌المللی
در فوریه ۲۰۰۸، گرگ و میش در ژاپن از شبکهٔ ماهواره‌ای WOWOW پخش شد.